# Great Moon Hoax

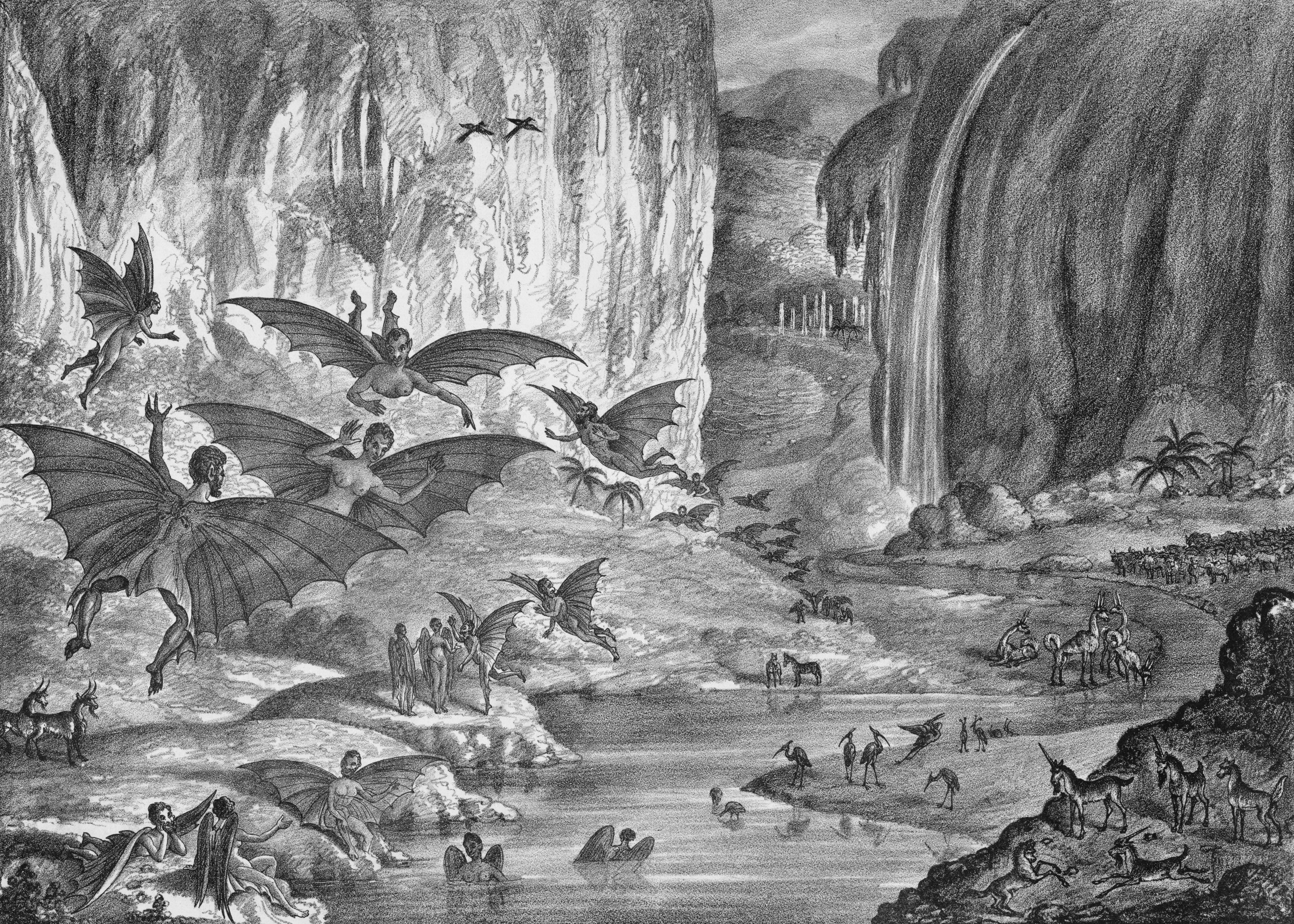
Illustration des 4. Artikels

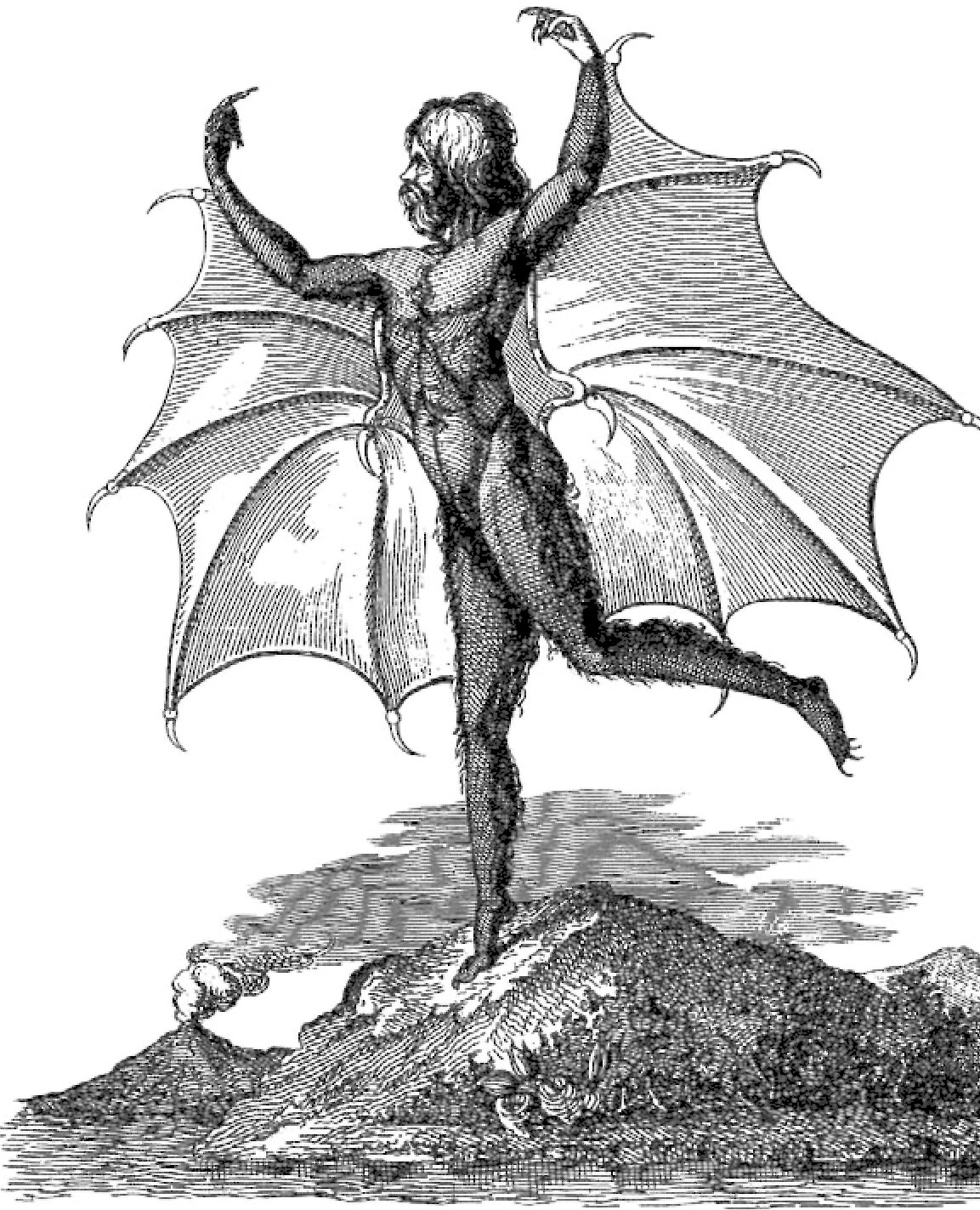
Vespertilio homo (Fledermausmensch), aus der italienischen Ausgabe der Mond-Ente: Delle Scoperte Fatte Nella Luna del Dottor Giovanni Herschel (Neapel, 1836)

The Great Moon Hoax (deutsch „Der große Mond-Schwindel“) war eine Serie von sechs Zeitungsartikeln, die ab dem 25. August 1835 in der New York Sun erschienen und über die angebliche Entdeckung von Leben auf dem Mond berichteten.

## Der große Mondschwindel
Die Artikelserie, die unter dem Titel „Great astronomical discoveries lately made by Sir John Herschel, L.L.D. F.R.S. &c. At the Cape of Good Hope [From Supplement to the Edinburgh Journal of Science]“ begann, schilderte zunächst die angeblichen astronomischen Entdeckungen Sir John Herschels in seinem ab 1834 errichteten Observatorium am Kap der Guten Hoffnung, die er „mit Hilfe eines Teleskops mit gewaltigen Abmessungen und eines völlig neuen Prinzips“ gemacht habe. Herschel habe, so hieß es, eine „neue Theorie von Kometenphänomenen“ aufgestellt, er habe Planeten in anderen Sonnensystemen entdeckt, und er habe „nahezu jedes herausragende Problem der mathematischen Astronomie gelöst oder korrigiert“. Außerdem hieß es, der berühmte Wissenschaftler habe Leben auf dem Mond entdeckt. Der Autor der Artikelserie, der sich Dr. Andrew Grant nannte, lieferte in seinem ersten Bericht eine sehr ausführliche Beschreibung des neuen Hochleistungs-Teleskops mit vielen Zahlen und pseudowissenschaftlichen Ausdrücken. Außerdem behauptete Grant, er habe das Super-Teleskop mit entwickelt und sei mit Herschel befreundet. Daher habe er die Aufzeichnungen Herschels über seine neuesten sensationellen Entdeckungen vorab bekommen. Eine wissenschaftliche Publikation werde bald folgen. Auf diese Weise schaffte es Grant, dass zunächst kein Zweifel an der Seriosität seiner Artikel aufkam.
Am Montag, dem 31. August 1835, schwärmte der damals bei der Zeitung New York Sun beschäftigte Richard Adams Locke, den man hinter dem Pseudonym Andrew Grant vermutet und dem die Autorenschaft an der Zeitungsente zugeschrieben wird: „Von dort aus durchquerten wir das Land südostwärts, bis wir am Atlas (Nr. 6) ankamen, und es war in einem der erhabenen Täler am Fuße dieses Berges, wo wir die höchst überlegene Spezies des Fledermausmenschen (Vespertilio homo) fanden. Von der Statur her übertrafen sie nicht jene zuletzt beschriebenen, aber sie waren von unendlich größerer persönlicher Schönheit, und sie erschienen in unseren Augen kaum weniger lieblich als die üblichen Darstellungen von Engeln durch die phantasievolleren Malerschulen.“
Als die vermeintliche Existenz von Menschen auf dem Mond sensationsheischend und öffentlichkeitswirksam enthüllt war, verkündete der Herausgeber der Sun, Benjamin Day, dass sein Blatt mit 19.360 Exemplaren die höchste Auflage aller Zeitungen weltweit habe. Viele der konkurrierenden Verleger druckten die Serie eilig nach. Die Geschichte sorgte drei Wochen lang für so erheblichen Aufruhr, dass eine Missionsvereinigung in Springfield, Massachusetts ernsthaft erwogen haben soll, Missionare zum Erdtrabanten zu entsenden, um die Fledermausmenschen zu bekehren.
In den Vereinigten Staaten gilt der „große Mondschwindel“ in dem New Yorker Blatt als das erste Beispiel einer großangelegten und bewussten Fälschung im Zeitungsjournalismus. Erst am 16. September 1835 räumte die Sun die Fälschung ein, die Öffentlichkeit reagierte größtenteils amüsiert. Nicht zuletzt wegen dieses Umstands ist der skurrile Schwindel einer der bekanntesten der gesamten Mediengeschichte.

## Der große Mondschwindel bei...

### Carl Friedrich Gauß
Der große Mathematiker Carl Friedrich Gauß hielt seinen französischen Berufskollegen Joseph Nicolas Nicollet, der 1832 nach Amerika ausgewandert war, noch 1844 für den Urheber des Mondschwindels, der auch in Europa Furore gemacht hatte. Einige Jahre nach dem Skandal schrieb Gauß in einem Brief an seinen Sohn Eugen Gauß, der seit Ende 1830 in Amerika lebte und dort Nicollet getroffen hatte:

„In einem Deiner früheren Briefe erwähntest Du einmal eines jungen Franzosen namens Nicollet, mit dem Du in Bekanntschaft gekommen seist. Derselbe war vor Zeiten Gehilfe an der Pariser Sternwarte und hat einige nicht verdienstlose Arbeiten geliefert. Aus welchem Grunde er Frankreich hat verlassen müssen, habe ich nicht erfahren. Später (etwa vor 7 oder 8 Jahren) hat er (ich weiß nicht mehr, ob anonym oder mit Nennung des Namens) in einer amerikanischen Zeitung oder Journal einen possenreißerischen Artikel über angebliche wahrhaft unsinnige Entdeckungen, die Herschel auf dem Vorgebirge der Guten Hoffnung gemacht haben sollte, geliefert. Dieser Artikel wurde sogar seinerzeit ins Deutsche übersetzt und gab einen merkwürdigen Beweis, wie sehr plump eine Mystifikation sein kann, ohne die Kraft zu verlieren, viele Leute zum Narren zu haben.“

### Edgar Allan Poe
Der US-amerikanische Schriftsteller Edgar Allan Poe hatte 1835 die Erzählung The Unparalleled Adventure of One Hans Pfaall (Das unvergleichliche Abenteuer eines gewissen Hans Pfaall) veröffentlicht. In ihr beschreibt er die Reise des Niederländers Hans Pfaall mit einem Ballon zum Mond. Dort trifft Pfaall auf Mondbewohner und lebt fünf Jahre lang auf dem Erdtrabanten, bevor er wieder auf die Erde zurückkehrt.
Nachdem Locke nur zwei Monate später The Great Moon Hoax veröffentlichte, bezichtigte ihn Poe des Plagiats. Obwohl Lockes Text zahlreiche deutliche Parallelen zu Poes Kurzgeschichte aufweist, verzichtete Poe jedoch später auf eine Anklage und entlastete Locke schließlich selbst von diesem Vorwurf.
Knapp neun Jahre später, am 13. April 1844, veröffentlichte die Sun eine Extraausgabe mit einem Bericht über die Überquerung des Atlantiks von Europa nach Nordamerika in einem Heißluftballon durch den bekannten Erfinder und Ballonkonstrukteur Thomas Monck Mason in Begleitung mehrerer Personen in drei Tagen. Der Bericht war eine Sensation, große Menschenmengen belagerten das Zeitungsgebäude, um ein Exemplar zu ergattern. Es mussten mehrere Neuausgaben am selben Tag gedruckt werden, um die Nachfrage zu befriedigen. Zwei Tage später gab die Zeitung zu, dass es sich, wie bei dem Artikel von 1835, um einen Schwindel handelte: Der Autor des vermeintlichen Tatsachenberichtes war Edgar Allan Poe, der die Kurzgeschichte genau aus diesem Grunde geschrieben hatte. Sie fand als The Ballon Hoax (Der Ballon-Schwindel) Eingang in sein Werk.